# Laurelia sempervirens
Laurelia sempervirens là một loài thực vật có hoa trong họ Atherospermataceae. Loài này được Tul. miêu tả khoa học đầu tiên năm 1856.